# Chiasmia abnormata
Chiasmia abnormata es una especie de polilla de la familia Geometridae, descrita por primera vez por Louis Beethoven Prout en 1917 con distribución en Sudáfrica. El holotipo de la especie fue descrita en la Provincia de KwaZulu-Natal descrita en los alrededores de Durban.

## Descripción
Es una polilla marrón con una envergadura de 29 milímetros (1,1 plg). Cuenta con algunos tintes ocre en la cabeza y blanquecinas en el tórax y el abdomen.
El ala anterior es marrón blanquecino, en lugares (más decididamente en toda el área distal del ala) sombreado con color leonado. El margen costal del ala, especialmente en el área media, se ve algo más marrón ocre, con puntos estrígulas diminutas y líneas marrones. La parte inferior de las alas tiene color de fondo más ocre, irritado y sombreado. El punto discal es grande y de color negro.